# Dawei
Dawei (tiếng Miến Điện: ထားဝယ္‌မ္ရုိ့; MLCTS: hta: wai mrui.; trước đây là Tavoy Tiếng Thái:ทวาย), là một thành phố ở đông nam của Myanmar, là thủ phủ của vùng Tanintharyi, nằm cách Yangon khoảng 614,3 km (381,7 mi) về phía nam bên bờ bắc của sông Dawei. Thành phố này có dân số theo ước tính năm 2004 là 139 900 người. Tọa độ địa lý là 14.09° độ vĩ bắc 98.20° độ kinh đông. Dawei có cảng nằm ở đầu cửa sông Dawei, cách biển Andaman 30 km. Thành phố chịu cảnh lũ lụt vào mùa mưa.

## Lịch sử
Khu vực Dawei ngày nay đã là nơi sinh sống của người Môn, người Karen, người Thái từ nhiều thế kỷ. Thành phố hiện nay đã được thành lập năm 1751 để làm cảng nhỏ cho vương quốc Ayutthaya. Trong nhiều năm, lãnh thổ này bị Miến Điện và Xiêm La thay nhau giành quyền kiểm soát cho đến khi đế quốc Anh thôn tính vùng này sau cuộc chiến tranh Anh-Miến thứ nhất năm 1826.